# USS Hammann (DD-412)
Lo USS Hammann (hull classification symbol DD-412) fu un cacciatorpediniere della classe Sims, entrato in servizio con la United States Navy nel 1939.
Attivo durante la seconda guerra mondiale nel teatro del Pacifico, il cacciatorpediniere partecipò alla battaglia del Mar dei Coralli e alla battaglia delle Midway; il 6 giugno 1942, nelle fasi finali del secondo scontro, mentre scortava la portaerei USS Yorktown danneggiata, lo Hammann fu silurato e affondato dal sommergibile giapponese I-168.

## Storia

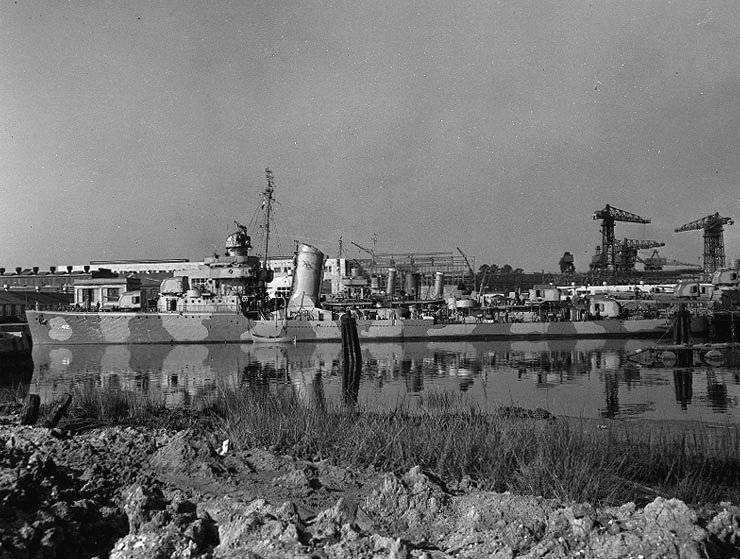
La nave nel gennaio 1942

Ordinata ai cantieri della Federal Shipbuilding and Drydock Company di Kearny, la nave fu impostata il 17 gennaio 1938 e varata il 4 febbraio 1939 con il nome di Hammann in onore di Charles Hammann (1892–1919), uno dei primi aviatori della US Navy e insignito della Medal of Honor durante la prima guerra mondiale; madrina del varo fu Lillian Hammann, figlia di Charles. La nave entrò quindi in servizio l'11 agosto 1939.
Nei successivi due anni, lo Hammann condusse esercitazioni e manovre al largo di entrambe le coste degli Stati Uniti continentali, come pure in operazioni in oceano Atlantico durante lo spiegamento di reparti statunitensi in Islanda; il cacciatorpediniere si trovava proprio in Islanda quando, il 7 dicembre 1941, l'attacco di Pearl Harbor portò all'entrata in guerra degli Stati Uniti. Lo Hammann rientrò immediatamente alla base di Norfolk per salpare, il 6 gennaio 1942, alla volta dell'oceano Pacifico via canale di Panama; arrivato a San Francisco, il 25 febbraio lo Hammann fu inserito come unità di scorta nella Task Force 17 (TF 17) del vice ammiraglio Frank Fletcher, incentrata sulle portaerei USS Yorktown e USS Lexington. Dopo manovre di addestramento nelle acque della Nuova Caledonia in marzo, la TF 17 salpò quindi per il Mar dei Coralli alla fine di aprile dopo notizie riguardo a uno sbarco giapponese nell'isola di Tulagi nelle Salomone.
Il 4 maggio gli aerei statunitensi colpirono le navi giapponesi al largo di Tulagi, e lo Hammann fu distaccato per recuperare due piloti precipitati con il loro velivolo sulla costa della vicina isola di Guadalcanal. Quattro giorni dopo, l'8 giugno, il cacciatorpediniere partecipò agli eventi della battaglia del Mar dei Coralli contro la flotta giapponese: dispiegato come unità di scorta della portaerei Lexington, lo Hammann affrontò diversi attacchi aerei nemici e ricevette una bomba caduta nelle vicinanze. Dopo che la Lexington, duramente colpita, iniziò ad affondare, lo Hammann si accostò alla portaerei e trasse in salvo 500 uomini del suo equipaggio. Lo Hammann fece quindi ritorno alla base di Pearl Harbor, dove la TF 17 fu rapidamente riorganizzata e inviata, il 30 maggio, verso l'Atollo di Midway per fronteggiare una nuova offensiva giapponese.

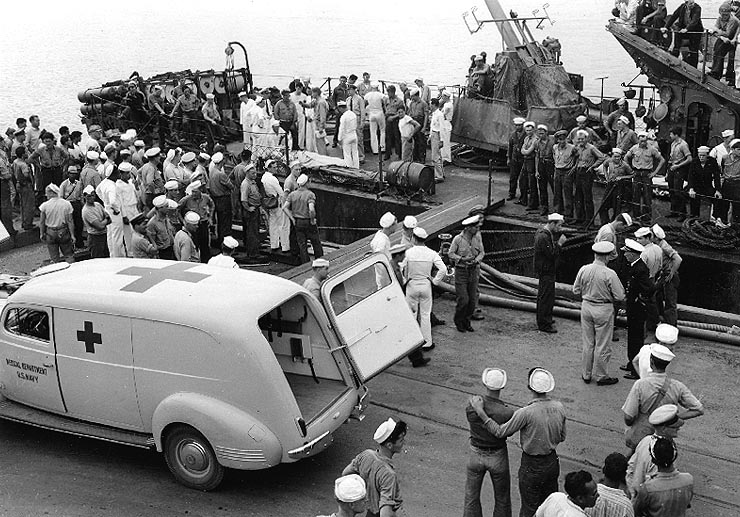
I superstiti dello Hammann vengono riportati a Pearl Harbor

A partire da 4 giugno, lo Hammann partecipò agli eventi della decisiva battaglia delle Midway. Agendo come unità dello schermo di scorta alla portaerei Yorktown, lo Hammann fornì fuoco contraereo per fronteggiare ripetuti attacchi giapponesi, ma non riuscì a impedire che la Yorktown stessa venisse pesantemente danneggiata; la portaerei fu evacuata dall'equipaggio e lo Hammann recuperò diversi naufraghi dall'acqua. La mattina successiva, tuttavia, visto che lo scafo della Yorktown risultava ancora galleggiante lo Hammann vi si affiancò e vi trasferì a bordo una squadra d'emergenza nel tentativo di ricondurlo a Pearl Harbor; lo Hammann continuò ad affiancare la Yorktown per tutto il tragitto, provvedendo a rifornirla di energia elettrica e acqua per spegnere gli incendi a bordo.
La sera del 6 giugno, mentre la formazione statunitense era ancora in navigazione in pieno oceano, il sommergibile giapponese I-168 riuscì a infiltrarsi nello schermo delle unità di scorta e ad avvicinarsi alla danneggiata Yorktown. L'unità nipponica lanciò quattro siluri: due mancarono il bersaglio, uno diede il colpo di grazia alla Yorktown e il quarto centrò in pieno lo Hammann a centro nave, spezzandolo in due. Lo scafo dello Hammann si inabissò in appena quattro minuti nella posizione 30º 36' N, 176º 34' O, e l'esplosione delle sue bombe di profondità causò ulteriori vittime tra i naufraghi in acqua; in totale si contarono 80 o 84 morti e 72 feriti tra il suo equipaggio.
Lo Hammann fu insignito di due Battle star per il suo servizio in guerra.